# Иса (руна)
| Название                  | Пра- германское | Древне- английское | Древне- скандинавское |
| ------------------------- | --------------- | ------------------ | --------------------- |
| Название                  | *Isaz           | Īs                 | Isa                   |
| Название                  | «лёд»           |                    |                       |
| Форма                     | Старший футарк  | Футорк             | Младший футарк        |
| Форма                     |                 |                    |                       |
| Unicode                   | ᛁ U+16C1        | ᛁ U+16C1           | ᛁ U+16C1              |
| Транслитерация            | i               | i                  | i                     |
| Транскрипция              | i               | i                  | i                     |
| МФА                       | [i(ː)]          | [i(ː)]             | [i(ː)]                |
| Позиция в руническом ряду | 11              | 11                 | 9                     |

И́саз, И́са, иногда просто Ис (ᛁ) — одиннадцатая руна старшего и англосаксонского футарков и девятая руна младшего футарка.
Означает звук [i].
Происходит от той же североэтрусской буквы, что и латинская буква I.
В старшем футарке называется *īsaz или *isaz (первый вариант предпочтительнее с точки зрения реконструкции), что на прагерманском языке означает «лёд».
В англосаксонском футарке называется Ís (др.-англ. «лёд»). Также там есть руна ᛡ, которая называется Īor (др.-англ. «угорь») и означает звуки [jɑ], [jo].
В младшем футарке называется Íss или Ís (др.-сканд. «лёд»). Означает звуки [i], [e].
В пунктированном футарке от неё происходит руна ᛂ (e).

## Упоминания в рунических поэмах[1]
| Поэма            | Оригинал | Перевод |
| ---------------- | --- | --- |
| Англосаксонская  | Ís biþ oferceald, · ungemetum slidor, glisnaþ glæshlútor · gimmum gelícost, flór forste geworht, · fæger ansíene. | Лёд очень холоден, безмерно скользок, сияет ясным стеклом, подобно драгоценностям, настил, морозом созданный, прекрасен видом. |
| Старонорвежская  | Ís köllum brú bræiða; blindan þarf at læiða.                                                                      | Льдом мы зовём широкий мост; слепому нужен поводырь.                                                                           |
| Древнеисландская | Íss er árbörkr ok unnar þak ok feigra.                                                                            | Лёд — кора рек, и кровля волны, и беда обречённых.                                                                             |